# Dietmar Pertsch
Dietmar Pertsch (* 22. April 1929 in Lasdehnen; † 18. Juli 2022 in Berlin) war ein deutscher Autor, Literaturwissenschaftler, Mediendidaktiker und Seminardirektor.

## Leben

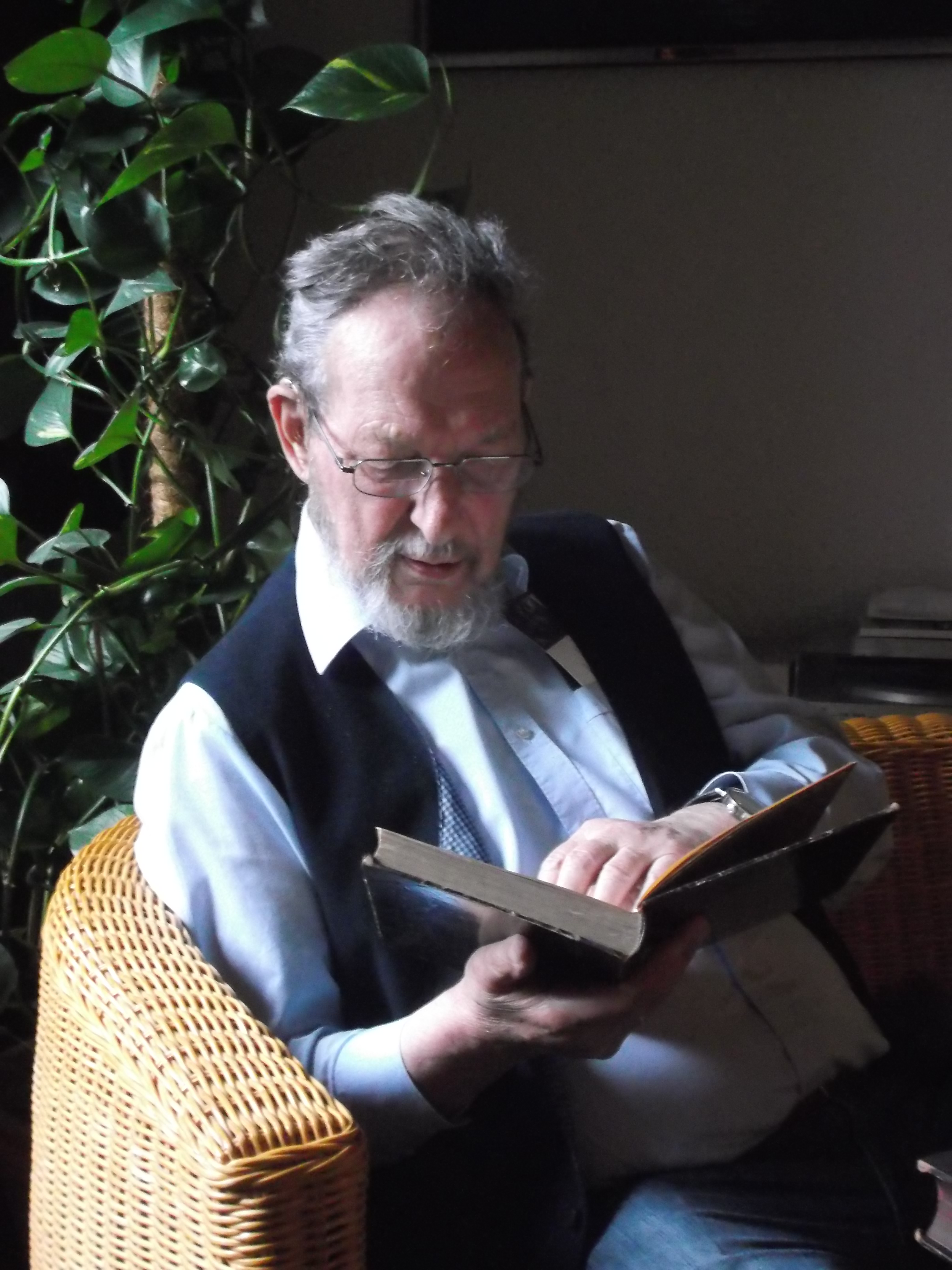
Dietmar Pertsch, Juni 2017

Pertsch wuchs in Lasdehnen und Rastenburg mit (Halb-)Geschwistern auf. Der Vater, promovierter Altphilologe, arbeitete an den dortigen Gymnasien als Direktor, war Mitglied der NSDAP und der Ideologie des Nationalsozialismus stark verbunden. Die Mutter war daheim bei den Kindern. Nach der Vertreibung aus Ostpreußen kam die Familie zunächst nach Altenburg. Dort wurde Dietmar Pertsch zum Lehrer ausgebildet. 1949 floh die gesamte Familie nach West-Berlin. Nach einem Interim als Arbeiter in einer Firma für chemische Präparate absolvierte er ein Studium an der Pädagogischen Hochschule Berlin (West) und heiratete. Aus dieser Verbindung gingen zwei Söhne hervor. Nach jahrelanger Arbeit als Lehrer für die Unterrichtsfächer Deutsch, Geschichte und Religion am Gymnasium Steglitz in Berlin folgte eine Ausbildung zum Mediendidaktiker und -pädagogen. Vier Jahre lang arbeitete er als Kirchenschulrat beim Amt für Religionsunterricht der Evangelischen Kirche in Berlin-Brandenburg (Berlin-West), dann kehrte er in den regulären Schuldienst zurück und wurde Seminardirektor eines Schulpraktischen Seminars in Berlin-Steglitz. Nach dem Tod der ersten Frau heiratete er erneut. Pertsch befasste sich intensiv mit der jiddischen Sprache und verfasste die erste Monographie in deutscher Sprache über den jiddischen Schriftsteller Isaac Bashevis Singer.
Als Autor arbeitete Pertsch zum Werk von Isaac B. Singer und Arno Holz sowie zu Film und Kino; er wurde im letzteren Metier mit 61 Lebensjahren zum Dr. phil an der Freien Universität Berlin promoviert.
Langjährige Freundschaften verbanden ihn mit dem Theologen Wilhelm Otto Martin Goosmann und dem Schriftsteller Paul Alfred Kleinert.
Das Grab Dietmar Pertschs befindet sich auf dem Heidefriedhof in Berlin-Mariendorf.

## Kirchliches Engagement
Als evangelischer Christ engagierte sich Pertsch im Gemeindekirchenrat der Markus-Kirchengemeinde in Berlin-Steglitz, nach 1978 in der Matthäusgemeinde, ebenfalls in Berlin-Steglitz. Er veranstaltete zahlreiche Gemeindeseminare, wobei er sich besonders dem christlich-jüdischen Dialog widmete und organisierte darüber hinaus mehrere Gruppenreisen nach Israel/Palästina.

## Veröffentlichungen (Auswahl)
- Kleines Lexikon der Reformation. München 1983.
- Judendarstellungen in Spielfilmen und Fernsehspielen. Berlin 1990 (Dissertation).
- Jüdische Lebenswelten in Spielfilmen und Fernsehspielen. Filme zur Geschichte der Juden von ihren Anfängen bis zur Emanzipation 1871. Niemeyer, Tübingen 1992 (= Medien in Forschung und Unterricht. Band 35), ISBN 3-484-34035-5.
- Deutsch-polnische Begegnungen im Spiegel der Literatur. Berlin 1996.
- Juden in der polnischen Literatur. 1999.
- (Hrsg.) Arno Holz: Schönes, grünes, weiches Gras. Gedichte in deutscher Urfassung und polnischer Übertragung [Herausgeber], Olsztyn/Osnabrück 2002.
- (Übers. aus dem Amerikanischen und Jiddischen) Isaac Bashevis Singer Einer der sieht, ohne gesehen zu werden. Erzählungen über die polnische Judenheit vor der Schoah. Berlin 2003.
- Isaac B. Singers Geschichten über die ausgelöschte Welt des polnischen Judentums. Hamburg 2003.
- Mit Theodor Fontane ins Oderbruch. Leipzig 2006.
- Scholem alejchem, New York! Hamburg 2009.
- Der Ariadne-Faden. Erinnerungen 1929-1994: von Ostpreussen bis nach Berlin-Steglitz. Berlin 2017.